# Joachim Beuckelaer

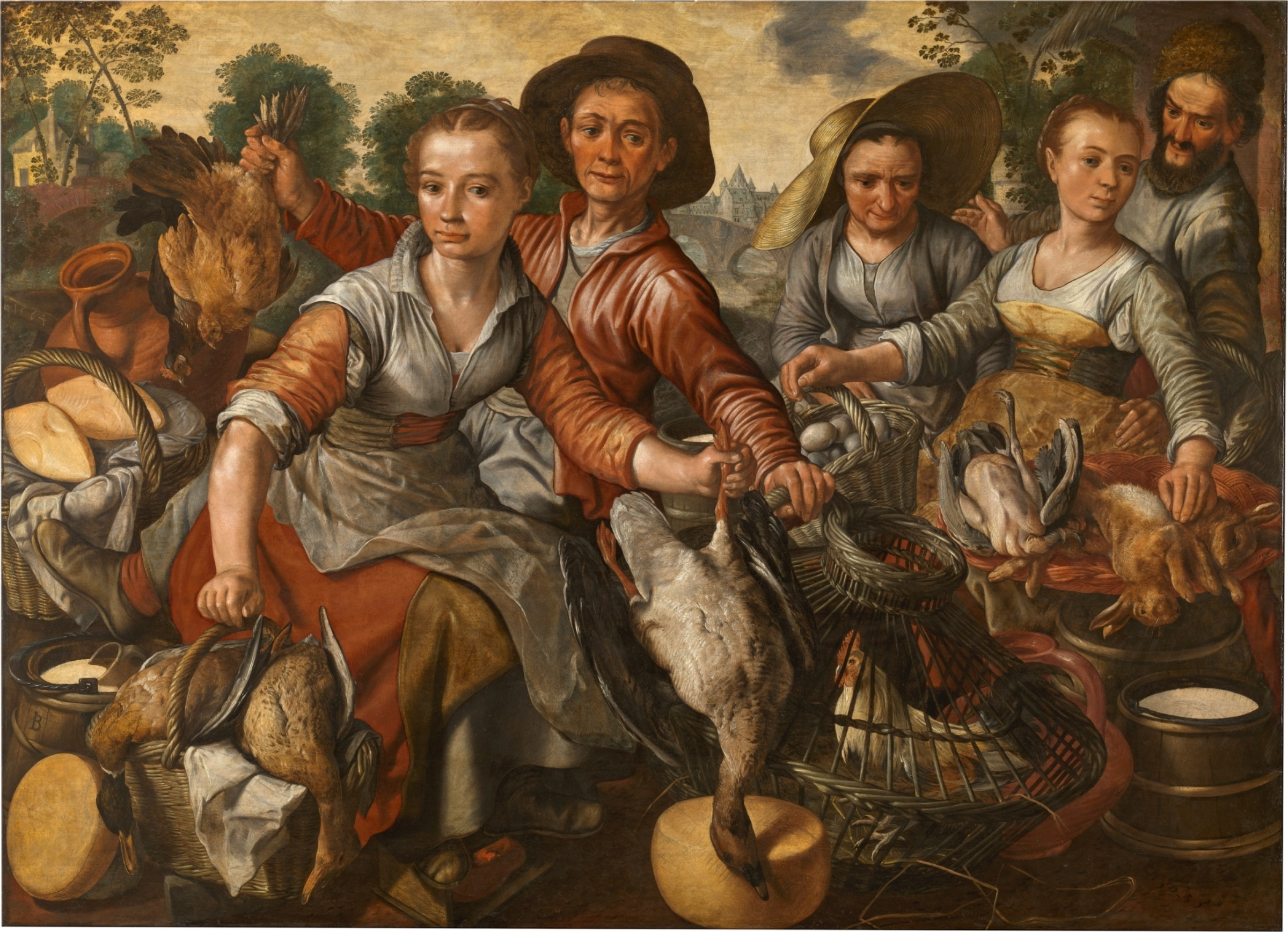
Vid marknaden, oljemålning av Johachim Beuckelaer från 1564

Joachim Beuckelaer, född omkring 1533 och död 1574, var en flamländsk konstnär.
Beuckelaer var verksam i Antwerpen, slöt sig still sin morbror Pieter Aertsen och utförde i stora format och kraftfulla färger kökscener och andra vardagsbilder samt bibliska motiv.
Han är främst representerad i statsmuseet i Wien samt i Nationalmuseum, Stockholm, som har fyra tavlor av Beuckelaer: Två med torgscener, en matvaruhandel och en med en fiskhandel, i vilken scener ur Jesu liv är insatta och han finns representerad vid bland annat Göteborgs konstmuseum och Nationalmuseum. En tavla föreställande Jesu väg till Golgata signerad 1563 finns i Älvkarleby kyrka.